# 富樫氏
富樫氏（とがしし）是以藤原利仁為始祖的氏族。室町時代是支配加賀國（現石川縣南部）的守護大名。

## 概要
代代在加賀國擴張勢力，世襲加賀介，一族是號稱武門榮耀的八介之一的富樫介。家紋是八曜紋。替紋是鹿角紋。
居館在現在的野野市市。勸進帳有名的富樫左衛門（富樫泰家）也是出自此富樫氏。
1335年（建武2年），富樫高家因追隨足利尊氏討幕有功而就任加賀國守護職之後，代代擔任加賀守護職。但是，1387年（至德4年），富樫昌家歿後，管領斯波氏奪取加賀守護職將近30年。1414年（應永21年），以將軍足利義持為後盾，奪回加賀守護。
1488年（長享2年），富樫政親在高尾城被加賀一向一揆消滅（長享一揆），富樫氏的加賀國支配時期告終。一揆以富樫泰高作為名目上的守護。
之後，泰高之孫・富樫稙泰捲入本願寺的內紛大小一揆，兵敗被剝奪守護的地位，富樫家勢力更加的衰退。稙泰之孫家俊仕於佐久間盛政，改名後藤彌右衛門，使富樫家存續。子孫作為加賀藩的十村肝煎直到明治維新。

## 歷代當主
數字是守護的代數。
- 富樫泰家
- 富樫高家【一】
- 富樫氏春【二】
- 富樫昌家【三】
- 富樫滿家
- 富樫滿春【四】※ 北半國守護、滿成失脚後也兼任南半國守護
- 富樫滿成【五】※ 南半國守護
- 富樫持春【六】
- 富樫教家【七】
- 富樫泰高【八・十・十五】
- 富樫成春【九・十一】※ 前期是北半國守護、後期是南半國守護
- 富樫政親【十二・十四】
- 富樫幸千代【十三】
- 富樫泰成
- 富樫稙泰【十六】
- 富樫晴貞【十七】
- 富樫泰俊【十八】

## 關連項目
- 加賀一向一揆
- 安宅關
- 勸進帳
- 坪內氏（日语：坪内氏）
- 高尾城 (加賀國)（日语：高尾城 (加賀国)）

## 脚注
1. ↑  . 野々市市.   [2013-07-28]. （原始内容存档于2014-08-10）.
2. ↑  . ののいち歴史探訪.   [2013-08-03]. （原始内容存档于2018-12-05）.
3. ↑  . 野々市市.   [2013-07-28]. （原始内容存档于2014-05-15）.